# Gerhard von Düsterlho
Gerhard von Düsterlho (* 13. März 1910 in Magdeburg; † 13. Februar 1973 in Mannheim) war ein deutscher Ruderer und Arzt.

## Biografie
Gerhard von Düsterlho trat für die Ruder-Vereinigung Alt-Werder Magdeburg an, zusammen mit seinem Vereinskameraden mit Herbert Buhtz wurde er 1929 und 1930 deutscher Meister im Doppelzweier. Wegen Meinungsverschiedenheiten trennte sich das Duo, von Düsterlho wechselte 1932 zum Achter und Buhtz trat fortan für den Berliner Ruder-Club an.
Bei den Olympischen Spielen 1932 in Los Angeles war Gerhard von Düsterlho Teil der Crew des deutschen Achters. Die Crew schied jedoch im Vorlauf aus und belegte den sechsten Rang.
Auch für die Olympischen Spiele 1936 in Berlin konnte er sich mit dem Vierer qualifizieren, allerdings wurde die Teilnahme durch eine Verletzung verhindert.
Nach seinem medizinischen Staatsexamen 1937 arbeitete von Düsterlho zunächst in Magdeburg als Frauenarzt und wurde 1939 in die deutsche Armee berufen, als Stabsarzt geriet er in Rumänien Anfang 1944 in russische Gefangenschaft. Anschließend wurde er nach Sibirien deportiert und erst Ende 1948 freigelassen. Nach dem Zweiten Weltkrieg, aus dem er mit einer schweren Tuberkuloseerkrankung zurückkehrte, wurde er 1954 Chefarzt der Gynäkologie im städtischen Krankenhaus in Potsdam-Babelsberg. Im November 1960 flüchtete er aus der DDR mit seiner Frau und seinen drei Kindern. Anschließend praktizierte er in Mannheim, bis er 1973 an Knochenkrebs starb.